# マリク・イシュタール
- 遊☆戯☆王 > 遊☆戯☆王の登場人物 > マリク・イシュタール
- 遊☆戯☆王 (アニメ第1作) > 遊☆戯☆王の登場人物 > マリク・イシュタール
- 遊☆戯☆王デュエルモンスターズ > 遊☆戯☆王の登場人物 > マリク・イシュタール

マリク・イシュタールは、高橋和希による漫画『遊☆戯☆王』および、それを原作とする派生作品に登場する架空の人物。闇人格についても本項で述べる。

## プロフィール
主人格のプロフィールを記述する。
- 生年月日：12月23日,16歳。[2]
- 星座：射手座[2]
- 身長：180cm[2]
- 体重：55kg[2]
- 血液型：B型[2]
- 好きな食べ物：コシャリ[2]
- 嫌いな食べ物：肉料理[2]
- 出身地：エジプト
- 血縁者：姉（イシズ･イシュタール）
- 初出：バトルシティ編
- 備考：名前の由来はアラビア語で「王」を意味する単語「マリク」
- 担当編集者との関係を基に生み出されたキャラクター、曰く「人の心にズカズカ入って来るイヤな奴」[3]

## 概要

### マリク・イシュタール
レアカード窃盗集団「GHOULS」の総帥の少年。千年アイテムの一つ「千年ロッド」の所持者で、他者の記憶を支配し、肉体と精神を意のままに操る力を持つ。神のカード「ラーの翼神竜」「オシリスの天空竜」の所持者。
表人格の一人称は「僕」初期の頃は稀に「俺」も使用。
先祖代々王の記憶と千年アイテムを守護し続けてきた墓守の一族の末裔にして、エジプト考古局局長･イシズ･イシュタールの実弟。ある日、10歳の誕生日に王の記憶の秘密を碑文として背中に直接刻む儀式「墓守の儀礼」の苦痛によって凶悪な闇人格が生み出され、二重人格者となる。だが、養子に当たるリシドが苦痛を共有し、闇人格は長い間封印されていた。掟により外に出られず、イシズとリシドに頼み外の世界へと足を踏み入れるが、父に知られてしまい、片棒を担いだリシドが瀕死状態に追い込まれる。その際に闇人格が覚醒し父を殺害している。リシドが意識を取り戻したことで闇人格は封じ込められるが、気付けば父が凄惨な状態で死んでいる状態であった。その場に現れたシャーディーの言葉によって、ファラオ（闇遊戯）こそが父親の死の原因であると思い込み、激しい憎悪と復讐感情を抱く。そして、遊戯を抹殺する事で自らがファラオとなり、一族の宿命を乗り越える事を胸に秘める。この「イシュタール家の惨劇」の後、マリクは千年ロッドを持ち出し、リシドと共に行方を眩ます。
グールズを結成し、神のカードの強奪を企て2枚の神を入手するが、アニメ版では最後の1枚はイシズの妨害により失敗する。そしてバトルシティの開幕を知ったマリクはレアハンターを送り込み、自身も童実野町に向かう。バクラと結託し、怪我した獏良了を利用し、ナムという偽名で遊戯の友達に近づけて、城之内克也と真崎杏子を洗脳した。そして、遊戯と城之内に過酷なデュエルを行わせた。決勝トーナメントにも参加し、「ラーの翼神竜」のコピーカードをリシドに使用させ、完全にマリクに仕立て上げようと考えるが、神の怒りに触れ、リシドは意識不明に陥る。この事で闇人格が目覚めてしまい、その後終始に渡って闇人格に意識を乗っ取られてしまう。彼自身の精神は宙を漂う事になるが、同時に父の死の真実を知る。以降は己の闇人格を倒す事とリシドを守る事を目的に行動するようになった。闇人格の自分と遊戯との決勝戦では負けた方が互いの主人格を闇に飲み込まれるという「究極の闇のゲーム」により生贄とされてしまうが意識を取り戻したリシドの介入、闇人格と主人格の遊戯によって闇人格の自分を闇のゲームの生贄にすり替える事により救われた。尚、アニメ版ではバトルシティ開催以前のオリジナルエピソードに先行登場し、遊戯の力を確かめるべく、キースを操ってのデュエルを挑んだ。アルカトラズでは城之内と海馬の3位決定戦の最中、杏子を操って闇マリクを排除しようとしたが、失敗している。
父親が生きていた頃は、わがままな面がありながらも穏やかな性格であり、儀式後もイシズやリシドに支えられ、明るさを失わなかったが、父の死後は目的のためには手段を選ばず、千年ロッドの力で人を操り、苦痛を与え、殺害も辞さない歪んだ性格となった。また、墓守の掟には「王の魂に記憶を渡した際、一族の使命は果たされ血は滅びる」という掟もあったため、ファラオ(闇遊戯)に敗北した際にはその命を絶つ宿命を背負っていた事から、ファラオに勝利し自らが王となる事で得られる自由を渇望していた。その一方、姉との姉弟愛は失われておらず、アニメ版ではそれが強調されていた。別人格が出現し、親殺しという大罪によって断ち切られた家族の絆、その代償として得られた自由は、マリクにさらなる不安と焦燥を与えただけであった。自暴自棄に、好き勝手に行動する。
幼少時に一度外に出た時に拾った雑誌の影響からかバイクが好き。父の死の真相は、イシズが杏子たちにイシュタール家の惨劇を教えた事で、杏子に植え付けた残留思念を介して初めて知る。そして、自身のもう一つの人格が行った父殺しへの贖罪から、闇マリクをその肉体ごと抹殺する事を誓う。しかし、バトルシティ決勝戦時に覚醒したリシドに説得され、自らが犯してきた罪を背負い生きていく決意をした。
ゲームソフト「遊☆戯☆王デュエルモンスターズ8 破滅の大邪神」においては闇人格消滅後はグールズを脱退。エジプトに戻り、新たなる人生を送っている。今まで犯してきた罪の贖罪と亡き家族の為に祈りの日々を送っている様である。この際、大邪神レシェフに対抗しようとする遊戯一行にも協力している。
その後、ファラオの記憶編（闘いの儀）において、遊戯と闇遊戯の最終デュエルを見届けた。

### 闇マリク
「墓守の儀礼」の想像を絶する苦痛と、心の傷によって生まれたマリクの闇人格。一人称は「俺」。そのため彼は闇遊戯（＝アテム）やバクラ（＝盗賊王）と異なり本来の意味での多重人格である。 表人格の時と比べると、髪はかなり逆立ち、感情の起伏が激しくアニメ版では顔が病的に変貌。
その誕生の経緯故、性格は残忍かつ極めて猟奇的。病的な程の破壊願望の持ち主であり、破壊こそが快楽であり、至福であるという歪んだ嗜好を兼ね備えている。決闘においては対戦相手のライフポイントを0にする事よりも、相手に苦痛を与えつける事に喜びを感じる。普段はリシドが自らの顔に刻んだ癒しの刻印で封印されているが、リシドの意識が失われると表に出てきて活動可能になる。イシュタール当主の手でリシドが意識を失った際に初めて表に現れ、自身の父でもある当主を殺害。その直後にリシドが目覚めたことで封印されたが、リシドが城之内とのデュエルで昏睡状態に陥ったことで再び表に現れる。
バトルシティ決勝トーナメントでは、バトルロイヤルを除き、闇のゲームによるデュエルを展開。舞とのデュエルでは、「モンスターのダメージをプレイヤーにも与える（アニメ版では、モンスターが破壊されるとその持ち主の記憶から仲間の記憶が消える）」闇のゲームを行い、舞を精神的に追い詰め、勝利後も罰ゲームで昏睡状態に陥らせた。城之内との準決勝第1試合でも舞の時と同じ闇のゲームを展開しながらも、城之内に後一歩まで追い詰められるが、闇のゲームを用いたことが幸いし、辛くも勝利を得た。
バトルシティ優勝決定戦で因縁の宿敵である闇遊戯と対決。究極の闇のゲームを展開させ、「互いの主人格（主人格のマリクと表の遊戯）を生け贄」とした闇のゲームを展開。デュエルの最中、意識を取り戻したリシドが姿を現しても、高まった闇の力で癒しの刻印を無力化したが、リシドの激励でマリクが生きる意思を取り戻してしまい、ラーの翼神竜を破壊されると同時に、それまで生け贄であった主人格のマリクに身体を奪還されてしまい、自身が生け贄になってしまう。そして、マリクがサレンダー（降参）し、自ら敗北を認めた事によって、闇人格は完全に消滅した。 
アニメオリジナルの乃亜編では最初は現実世界で様子見をしていたが、痺れを切らし、千年ロッドの力で海底要塞を破壊していき、要塞崩壊の要因を作っている（さらには、結果的にそれが遊戯たちの脱出の手助けとなっている）。

## デッキ

### 表マリク(人形)の使用カード
表マリク(人形)が作中で見せたデッキは、スライム系モンスターと「オシリスの天空竜」を用いた二種類の戦法の混合。
「ヒューマノイド・ドレイク」によってストレートな戦闘を行う事も可能だが、「オシリスの天空竜」をはじめ「生還の宝札」「無限の手札」「リバイバルスライム」「ディフェンドスライム」の5枚をフィールドに揃えるロックコンボ「ゴッドファイブ」を完成させる事ができる。
これはフィールドの他モンスターへの攻撃を「ディフェンド・スライム」によって「リバイバルスライム」に対象変更し、リバイバルスライムが効果で自己蘇生した際に「生還の宝札」でドロー、発生する手札枚数制限は「無限の手札」で解消、「オシリス」がその効果で手札の枚数分攻撃力を増強するというもの。
OCGでも同様のコンボそのものは可能だが、各カード効果は改変されているため、原作のように無限ループを発生する事は出来ない。
| マリク・イシュタール(人形)が使用したカード一覧    | マリク・イシュタール(人形)が使用したカード一覧 | マリク・イシュタール(人形)が使用したカード一覧 | マリク・イシュタール(人形)が使用したカード一覧 |
| カード名                                          | 使用した作品                                   | 備考                                           |                                                |
| モンスターカード                                  | モンスターカード                               | モンスターカード                               | モンスターカード                               |
| ------------------------------------------------- | ---------------------------------------------- | ---------------------------------------------- | ---------------------------------------------- |
| SAINT DRAGON -THE GOD OF OSIRIS- オシリスの天空竜 | 原作 アニメ『遊☆戯☆王デュエルモンスターズ』    |                                                |                                                |
| ヒューマノイド・スライム                          | 原作 アニメ『遊☆戯☆王デュエルモンスターズ』    |                                                |                                                |
| リバイバルスライム                                | 原作 アニメ『遊☆戯☆王デュエルモンスターズ』    |                                                |                                                |
| ワームドレイク                                    | 原作 アニメ『遊☆戯☆王デュエルモンスターズ』    |                                                |                                                |
| 融合モンスター                                    |                                                |                                                |                                                |
| ヒューマノイド・ドレイク                          | 原作 アニメ『遊☆戯☆王デュエルモンスターズ』    |                                                |                                                |
| 魔法カード                                        |                                                |                                                |                                                |
| 悪夢の鉄檻                                        | 原作 アニメ『遊☆戯☆王デュエルモンスターズ』    |                                                |                                                |
| 強欲な壺                                          | アニメ『遊☆戯☆王デュエルモンスターズ』         |                                                |                                                |
| 無限の手札                                        | 原作 アニメ『遊☆戯☆王デュエルモンスターズ』    |                                                |                                                |
| 生還の宝札                                        | 原作 アニメ『遊☆戯☆王デュエルモンスターズ』    |                                                |                                                |
| スライム増殖炉                                    | 原作 アニメ『遊☆戯☆王デュエルモンスターズ』    |                                                |                                                |
| 速攻                                              | 原作 アニメ『遊☆戯☆王デュエルモンスターズ』    | 未OCG化                                        |                                                |
| 融合                                              | 原作 アニメ『遊☆戯☆王デュエルモンスターズ』    |                                                |                                                |
| 罠カード                                          |                                                |                                                |                                                |
| ディフェンド・スライム                            | 原作 アニメ『遊☆戯☆王デュエルモンスターズ』    |                                                |                                                |

上記のほか、作中では人形の手札に未知のスライム型モンスターの存在が確認できるが、デュエル中に召喚される事は無かった。

### 闇マリクの使用カード
デッキそのものは表マリクが保有していたものを改築して使用している。闇マリク本人は各種サポートカードによって何度も「ラーの翼神竜」を蘇生可能なデッキのテーマを「不死」と称している。「ボーガニアン」と「神・スライム」、「溶岩魔人ラヴァ・ゴーレム」と「万力魔神バイサー・デス」のように、敵の攻撃を封じつつ直接ダメージを与える戦法も用いた。
アニメ版での舞戦では、グールズの総帥であることを強調するかのように、「スライム増殖炉」「メルキド四面獣」「仮面魔獣デス・ガーディウス」「遺言の仮面」も使用した他、奇術師パンドラが得意とするショットガン・シャッフルも披露。
| 闇マリクが使用したカード一覧       | 闇マリクが使用したカード一覧                | 闇マリクが使用したカード一覧 | 闇マリクが使用したカード一覧 |
| カード名                           | 使用した作品                                | 備考 |                              |
| モンスターカード                   | モンスターカード                            | モンスターカード | モンスターカード             |
| ---------------------------------- | ------------------------------------------- | --- | ---------------------------- |
| THE SUN OF GOD DRAGON ラーの翼神竜 | 原作 アニメ『遊☆戯☆王デュエルモンスターズ』 | |                              |
| ギル・ガース                       | 原作 アニメ『遊☆戯☆王デュエルモンスターズ』 | |                              |
| リバイバルスライム                 | 原作 アニメ『遊☆戯☆王デュエルモンスターズ』 | |                              |
| グラナドラ                         | 原作 アニメ『遊☆戯☆王デュエルモンスターズ』 | |                              |
| 地獄詩人ヘルポエマー               | 原作 アニメ『遊☆戯☆王デュエルモンスターズ』 | |                              |
| ジュラゲド                         | 原作 アニメ『遊☆戯☆王デュエルモンスターズ』 | |                              |
| 処刑人-マキュラ                    | 原作 アニメ『遊☆戯☆王デュエルモンスターズ』 | |                              |
| ダークジェロイド                   | 原作 アニメ『遊☆戯☆王デュエルモンスターズ』 | |                              |
| 速攻の吸血蛆                       | 原作 アニメ『遊☆戯☆王デュエルモンスターズ』 | 未OCG化 |                              |
| ドリラゴ                           | 原作 アニメ『遊☆戯☆王デュエルモンスターズ』 | |                              |
| ニュードリュア                     | 原作 アニメ『遊☆戯☆王デュエルモンスターズ』 | |                              |
| バイサー・ショック                 | 原作                                        | |                              |
| プラズマイール                     | アニメ『遊☆戯☆王デュエルモンスターズ』      | 未OCG化。 OCGでは「万力魔神バイサー・デス」が悪魔族に変更されたために「機械複製術」が使用できなくなったため、兼ね合いでこのカードに差し替えられた。                                            |                              |
| ボーガニアン                       | 原作 アニメ『遊☆戯☆王デュエルモンスターズ』 | |                              |
| ホールディング・アームズ           | アニメ『遊☆戯☆王デュエルモンスターズ』      | アニメ版VS舞戦において「万力魔神バイサー・デス」から差し替えられたカード。 |                              |
| ホールディング・レッグス           | アニメ『遊☆戯☆王デュエルモンスターズ』      | アニメ版VS舞戦において「バイサー・ショック」から差し替えられたカード。アニメでは「ホールディング・アームズ」とこのカードが揃った時、「ウジャトの石板」がフィールドに出現する効果を持っていた。 |                              |
| 万力魔神バイサー・デス             | 原作                                        | |                              |
| メルキド四面獣                     | アニメ『遊☆戯☆王デュエルモンスターズ』      | |                              |
| 溶岩魔神ラヴァ・ゴーレム           | 原作 アニメ『遊☆戯☆王デュエルモンスターズ』 | |                              |
| リバイバルスライム                 | 原作 アニメ『遊☆戯☆王デュエルモンスターズ』 | |                              |
| レクンガ                           | 原作 アニメ『遊☆戯☆王デュエルモンスターズ』 | |                              |
| レジェンド・デビル                 | 原作 アニメ『遊☆戯☆王デュエルモンスターズ』 | |                              |
| ロードポイズン                     | 原作 アニメ『遊☆戯☆王デュエルモンスターズ』 | |                              |
| 仮面魔獣デス・ガーディウス         | 原作 アニメ『遊☆戯☆王デュエルモンスターズ』 | |                              |
| 融合モンスター                     |                                             | |                              |
| 神・スライム                       | 原作 アニメ『遊☆戯☆王デュエルモンスターズ』 | |                              |
| 魔法カード                         |                                             | |                              |
| 悪夢の鉄檻                         | アニメ『遊☆戯☆王デュエルモンスターズ』      | |                              |
| 強欲な壺                           | アニメ『遊☆戯☆王デュエルモンスターズ』      | |                              |
| おとり人形                         | アニメ『遊☆戯☆王デュエルモンスターズ』      | |                              |
| 天よりの宝札                       | 原作 アニメ『遊☆戯☆王デュエルモンスターズ』 | |                              |
| 機械複製術                         | 原作 アニメ『遊☆戯☆王デュエルモンスターズ』 | |                              |
| 融合                               | 原作 アニメ『遊☆戯☆王デュエルモンスターズ』 | |                              |
| スライム増殖炉                     | アニメ『遊☆戯☆王デュエルモンスターズ』      | |                              |
| 黒いペンダント                     | アニメ『遊☆戯☆王デュエルモンスターズ』      | |                              |
| 怨霊の湿地帯                       | アニメ『遊☆戯☆王デュエルモンスターズ』      | |                              |
| 死者蘇生                           | 原作 アニメ『遊☆戯☆王デュエルモンスターズ』 | |                              |
| 痛恨の呪術                         | 原作 アニメ『遊☆戯☆王デュエルモンスターズ』 | |                              |
| 階級制度                           | アニメ『遊☆戯☆王デュエルモンスターズ』      | 未OCG化。原作における神カードのランク設定がアニメに存在しないことから、辻褄合わせのために作られたカード。                                                                                      |                              |
| 埋葬されし生け贄                   | アニメ『遊☆戯☆王デュエルモンスターズ』      | |                              |
| 魔法石の採掘                       | 原作 アニメ『遊☆戯☆王デュエルモンスターズ』 | |                              |
| 闇からの奇襲                       | 原作 アニメ『遊☆戯☆王デュエルモンスターズ』 | 未OCG化 |                              |
| 闇の護風壁                         | 原作 アニメ『遊☆戯☆王デュエルモンスターズ』 | 未OCG化 |                              |
| 遺言の仮面                         | アニメ『遊☆戯☆王デュエルモンスターズ』      | |                              |
| 罠はずし                           | 原作 アニメ『遊☆戯☆王デュエルモンスターズ』 | |                              |
| 罠カード                           |                                             | |                              |
| ディフェンド・スライム             | 原作 アニメ『遊☆戯☆王デュエルモンスターズ』 | |                              |
| 悪夢の魔鏡                         | 原作 アニメ『遊☆戯☆王デュエルモンスターズ』 | 未OCG化 |                              |
| 命の綱                             | 原作 アニメ『遊☆戯☆王デュエルモンスターズ』 | |                              |
| 隠れ兵                             | 原作 アニメ『遊☆戯☆王デュエルモンスターズ』 | |                              |
| 棺桶売り                           | 原作 アニメ『遊☆戯☆王デュエルモンスターズ』 | |                              |
| 邪神の大災害                       | 原作 アニメ『遊☆戯☆王デュエルモンスターズ』 | |                              |
| 暗黒の魔再生                       | 原作 アニメ『遊☆戯☆王デュエルモンスターズ』 | |                              |
| 歓喜の断末魔                       | アニメ『遊☆戯☆王デュエルモンスターズ』      | 未OCG化 |                              |
| 拷問車輪                           | 原作                                        | アニメでは「スクラッチホイール」という類似効果の別カードに差し替えられた。 |                              |
| 聖なるバリア-ミラー・フォース-     | 原作 アニメ『遊☆戯☆王デュエルモンスターズ』 | |                              |
| ゾンビの宝石                       | 原作 アニメ『遊☆戯☆王デュエルモンスターズ』 | 未OCG化 |                              |
| メタル・リフレクト・スライム       | 原作 アニメ『遊☆戯☆王デュエルモンスターズ』 | |                              |
| モンスターレリーフ                 | 原作 アニメ『遊☆戯☆王デュエルモンスターズ』 | |                              |
| 遺言の札                           | 原作 アニメ『遊☆戯☆王デュエルモンスターズ』 | |                              |

## 担当声優
- 岩永哲哉
- 木村亜希子（幼少期）
- ジョナサン・トッド・ロス - 英語版アニメ、PS2ゲーム『遊☆戯☆王カプセルモンスターコロシアム』